# As Aventuras de Pinóquio
As Aventuras de Pinóquio (em italiano Le avventure di Pinocchio. Storia di un burattino) é um romance escrito pelo italiano Carlo Collodi em Florença no ano de 1883 e publicado dois anos depois com ilustrações de Enrico Mazzanti. Trata-se de um clássico da literatura infanto-juvenil.

## Análise
Escrita originalmente em capítulos, numa série publicada no jornal infantil italiano de Ferdinando Martini, Giornale per i Bambini, entre julho de 1881 e janeiro de 1883, foi publicada em livro pela Felice Paggi - Libraio Editore, com ilustrações de Enrico Mazzanti, em 1883.
Com o título de Storia di un burattino (História de um boneco), foram publicados os quinze primeiros capítulos, mas quando Pinóquio está moribundo, Collodi interrompe a história.
Os capítulos recomeçam, após algum tempo, já com o título que consagraria a história para sempre, As Aventuras de Pinóquio, completando assim os 36 episódios originais da obra.
Desde a sua publicação, o livro de Pinóquio tem sido traduzido para os mais diferentes idiomas. Muito adaptada, a versão mais conhecida foi realizada por Walt Disney, em 1940, que conta uma história muito diferente da que foi escrita por Collodi.
A versão adaptada por Walt Disney, foi considerada uma obra-prima do cinema de animação, sendo a versão mais conhecida da história de Pinóquio pela capacidade, que uma vez mais foi demonstrada por Walt Disney e suas equipas de transformar histórias em algo de maravilhoso.
A história original de Pinóquio, e das suas aventuras e desventuras, é muito mais rica. Permite inúmeras leituras por públicos de diferentes idades. É, por si, uma grande aventura entregar-se a este Pinóquio que erra, sofre e se redime para tornar-se gente.
A história ultrapassou as fronteiras da Itália e se tornou um patrimônio universal.

### A história de Pinóquio
Diferentemente das versões amplamente divulgadas, a história original de Pinóquio narra sua evolução de simples boneco para merecedor da condição de "ser humano". A seguir, um resumo dos 36 capítulos.
1. Mestre Cereja, um carpinteiro, toma um pedaço de pau, comum, para fazer uma perna de mesa, mas, ao tocar com a machadinha, ele respondeu. Prestes a crer estar ficando maluco, recebe uma inesperada visita. Bonecos de madeira, um souvenir, na Itália

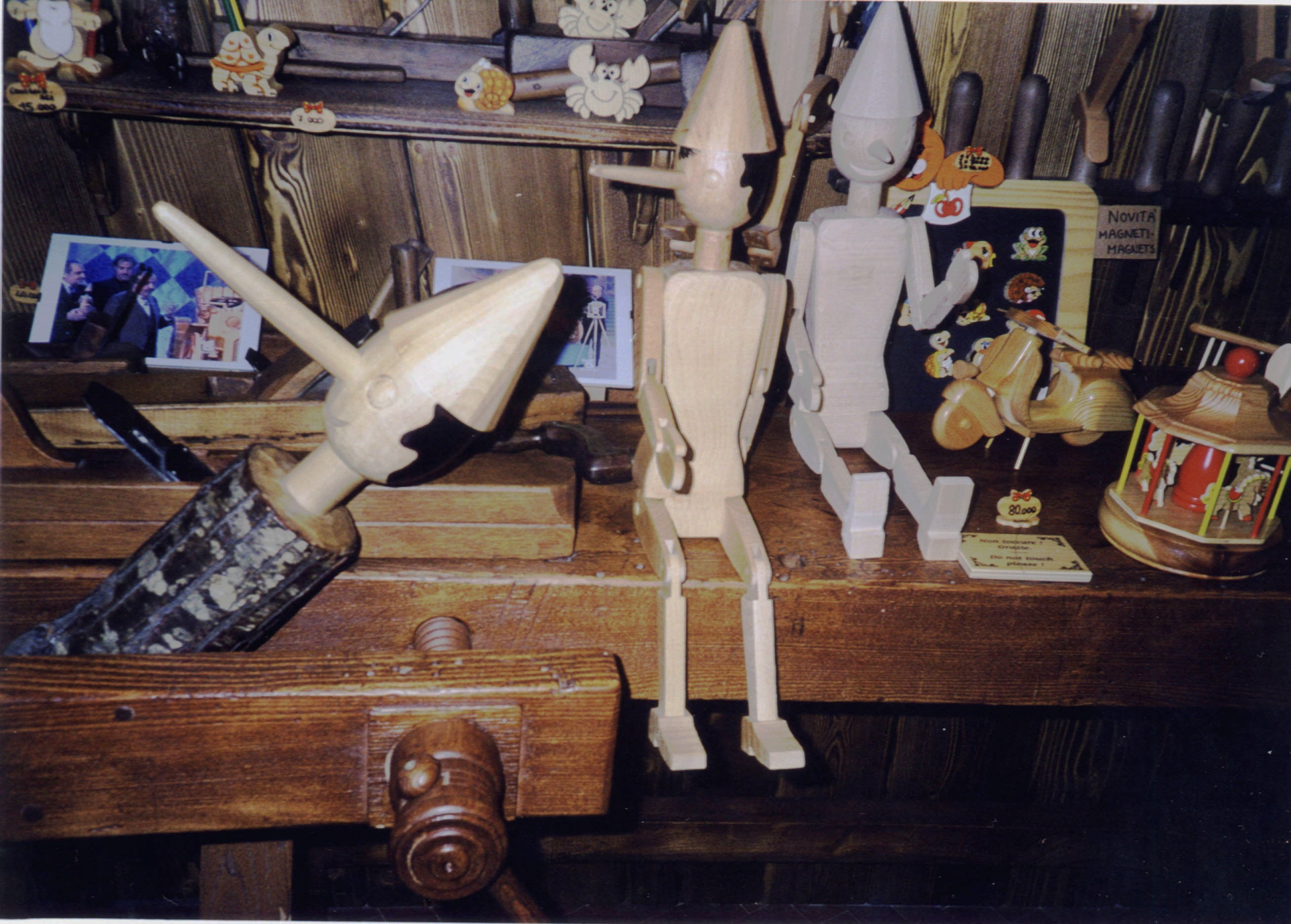
Bonecos de madeira, um souvenir, na Itália

2. Chega o Mestre Gepeto, que ignora a existência de um pedaço de pau falante. E Mestre Cereja o presenteia para o seu amigo Gepeto. Isso se dá não sem as provas de mútua amizade: Gepeto tem o apelido de Polentinha, por conta da cor estranha de sua peruca. Chamado pelo apelido que odeia pelo pedaço de pau, discutem ambos, surram-se a valer, jurando em seguida continuar tão bons amigos por toda a vida. Gepeto vai-se, sonhando transformar o pau num belo boneco.
3. Em sua "rica" mansarda, Gepeto dá início ao labor. A sala tem uma lareira, pintada. Sobre esta, uma chaleira ferve… mas também é pintada. Gepeto decide logo pelo nome: "Quero chamá-lo Pinóquio. Este nome lhe dará sorte. Conheci uma família inteira de Pinóquios: — era Pinóquio pai, Pinóquia, a mãe, Pinóquios, os filhos (…) O mais rico deles pedia esmola." À medida que trabalha, o pedaço de pau reage: os olhos piscam, mal feita a boca e esta dá-lhe língua. Feitas as pernas, e Pinóquio foge correndo para a rua. Capturado, arma um escândalo. Gepeto é preso.
4. Pinóquio volta para casa, sozinho. Um grilo falante surge e dá-lhe conselhos. Pouco tolerante a tais imiscuências em sua curta vida, Pinóquio atira-lhe um martelo e esmaga-lhe a cabeça.
5. Sentindo fome, o boneco encontra um ovo. Mas, ao romper a casca para fritá-lo, sai um pintinho que ganha o mundo, feliz da vida.
6. Esfaimado, sai Pinóquio à rua, pedindo comida… ganha um belo dum banho frio. Era pleno inverno, o boneco acende um fogareiro para se aquecer. Assim, esquece os pés de madeira no fogo. Ao raiar o dia, Pinóquio acorda com uma voz chamando na porta: é Gepeto quem volta.
7. O bom velhinho pede ao "filho" que lhe abra as portas. Pinóquio inventa que seus pés foram comidos por um gato. Para aplacar a fome do boneco, dá-lhe três pêras que trazia para seu próprio almoço.
8. Gepeto faz novos pés e vende seu próprio capote para com o produto comprar uma cartilha: Pinóquio lhe promete ir à escola. Vendo o sacrifício do bondoso pai, o boneco salta-lhe ao pescoço, beijando-lhe efusivamente o rosto.
9. O boneco sai para seu primeiro dia de aula, pleno de sonhos: num dia, quer aprender a ler, no outro, a escrever; no terceiro, os números… Mas, no caminho, escuta uma musiquinha alegre. Desviando-se do rumo, chega a um local onde se anuncia o Grande Teatro dos Bonecos de Pau. Pinóquio vende sua cartilha para comprar o ingresso.
10. Polichinelo e Arlequim representam no palco quando este último reconhece o boneco de pau, e todos os bonecos festejam a presença do "irmão". Surge o diretor Come-fogo e pendura o boneco num prego. Com uma grande barba negra e olhos vermelhos, brande um chicote com o qual apavora todos os bonecos. Durante o jantar, ordena aos bonecos da trupe que lhe tragam Pinóquio: quer usá-lo como lenha.

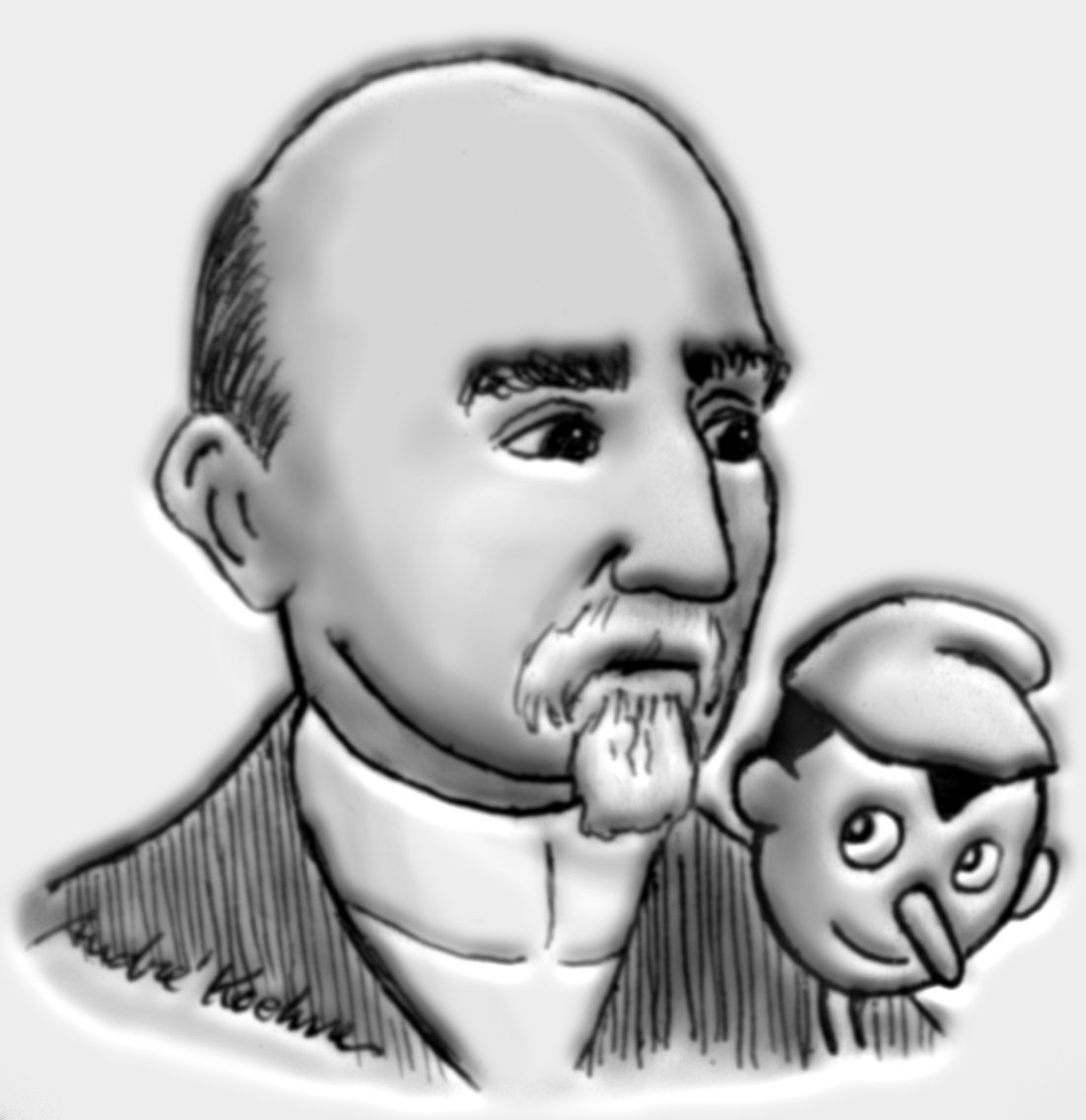
Collodi e seu boneco

11. Come-fogo dá um espirro, ao ouvir os gritos de Pinóquio. Collodi e seu bonecoO espirro é sinal de que sente compaixão. Come-fogo resolve então lançar Arlequim às chamas, mas o boneco oferece-se em sacrifício, para salvar o amigo. Come-fogo fica condoído e poupa a ambos.
12. No dia seguinte o diretor do teatrinho chama Pinóquio. Quer saber quem era seu pai e qual sua profissão: "É pobre" — responde-lhe. Come-fogo dá-lhe 5 moedas de ouro para que leve a Gepeto. No caminho Pinóquio encontra-se com a Raposa e um Gato cego. Tão cego que engole um melro num bote. Levando o boneco na conversa, convencem-no que deve plantá-las para que venham a render duas mil e quinhentas iguais — e o ingênuo fantoche esquece-se dos planos que fizera de dar um novo capote ao pai, comprar uma cartilha…
13. Antes de irem ao local do plantio, passam no albergue do "Caranguejo Vermelho", uma estalagem onde todos comem fartamente, às expensas de Pinóquio, pois seus amigos não fariam a desfeita de pagarem o jantar. Querem encontrá-lo num "campo dos Milagres", e o boneco parte na escuridão. Uma voz o alerta para não confiar nos que prometem riquezas da noite para o dia: é o espírito do Grilo-falante.
14. Pinóquio segue adiante. No escuro, é atacado por dois mascarados. O boneco esconde as moedas na boca, e nada o faz abri-la. Escapando-lhes, sobe num pinheiro. Ateiam fogo à árvore. Pinóquio foge novamente, saltando um fosso, onde caem os dois perseguidores. Mas nada os faz parar.
15. Chega finalmente a uma casa, onde encontra uma menina. Ela informa que todos os moradores, inclusive ela, morreram — é uma linda menina de cabelos azuis. Pinóquio, apesar de falar com uma morta, vai pedir ajuda, mas é brutalmente agarrado pelo pescoço: são os perseguidores que o alcançam e, esperando que abra a boca, enforcam-no num grande carvalho. Pinóquio agoniza.
16. A menina de cabelos azuis, pedindo a um falcão que use seu bico, liberta Pinóquio de sua morte certa. O boneco é levado pelo cão Medoro, cocheiro da menina, para o interior da casa. Ali é atendido por 3 médicos: um Corvo, uma Coruja e um Grilo-falante. Os doutores divergem se o boneco está vivo ou morto, até que do leito o boneco emite um soluço: "Quando o morto chora, é que está em vias de curar-se" — vaticina o médico Corvo.
17. Pinóquio recusa-se a tomar um remédio amargo, mas aceita o açúcar primeiro. Surgem, então 4 coelhos vestidos de coveiros e, com medo da morte, ele toma o remédio. A menina pede e o boneco narra-lhe suas desventuras, mas tanto inventa que o seu nariz cresce a cada mentira… Envergonhado, ele tenta fugir, mas o nariz não deixa que passe pela porta. Cresce o nariz a cada mentira…
18. Depois de muito chorar, a menina bate palmas e mil pássaros bicam-lhe o narigão até devolver-lhe a forma original. A menina diz que seu pai está vindo a seu encontro, e ansioso o boneco parte para encontrá-lo no caminho. Em vez de Gepeto, encontra a Raposa e o Gato… Estes de novo o convencem a ir plantar as moedas no Campo dos Milagres. Atravéssam uma estranha cidade, chamada "Agarra-pepinos", cheia de sórdidos moradores. Chegam a um campo, e ali Pinóquio semeia suas moedas. Seus amigos se retiram, para cuidar da própria vida…
19. Pinóquio volta à cidade, esperando o tempo para sua maravilhosa colheita. Mas não há a tal árvore e, ao cavar o local da sementeira, nada encontra. Um papagaio ri-lhe da ingenuidade e revela o engodo dos meliantes. Revoltado, o boneco volta à cidade e denuncia ao juiz, que era um grande gorila, o roubo. A sentença foi imediata: Pinóquio é condenado a 4 meses de cadeia. Por sorte o rei daquela cidade festeja uma vitória, e todos os prisioneiros são libertos.
20. Pinóquio corre feliz, pensando em rever a menina de cabelos azuis. Mas pára, assustado: encontra uma gigantesca cobra. O boneco pede licença, mas nada. Quando vai finalmente, passar pela serpente, esta dá um bote. Pinóquio cai de cabeça para baixo, enfiando-se na lama — e o réptil morre de tanto rir! Segue, então, sua viagem, mas a fome o faz entrar numa fazenda para colher uvas. Pinóquio fica preso numa armadilha para pegar doninhas.
21. Capturado pelo lavrador, este prende o boneco numa coleira, a fim de substituir o cão-de-guarda (chamado Melampo) que morrera, mandando-o vigiar.
22. Duas horas de sono e é acordado por quatro doninhas que chamam por Melampo: o cão era-lhes cúmplice dos roubos. Pinóquio as prende no galinheiro e dá o alerta. Em recompensa, é posto em liberdade.
23. Voltando a correr rumo à casa da menina de cabelos azuis, Pinóquio finalmente chega, descobrindo que sua amiga está morta "de dor por ter sido abandonada por seu irmão Pinóquio". Um enorme Pombo surge, à sua procura, para informar que Gepeto fizera um barco e partia no oceano a fim de encontrar o filho desaparecido. O Pombo carrega o boneco em suas costas e ao chegar à praia, vê apenas um ponto ao longe. Pinóquio atira-se nágua para salvar o pai.
24. Após nadar por toda a noite, na manhã seguinte avista terra. É uma ilha que, informado por um "peixe" (um golfinho, em verdade), tem aldeias. O "peixe" também conjectura que Gepeto deve ter naufragado, e sido engolido por um grande tubarão que ronda aquela área. Pinóquio encontra a "Aldeia das Abelhas Laboriosas". Pinóquio pede esmolas e recusa trabalho, mas acaba por ajudar uma mulher que carregava vasos de água, recebendo comida em pagamento. Na casa dela, reconhece a fadinha de cabelos azuis.
25. Pinóquio revela à fada seu sonho de ser como gente. Então a fada promete-lhe conceder esse sonho, se for um menino bondoso. O boneco jura que tudo fará para conquistar essa dádiva.
26. O boneco vai para a escola, fazendo-se bom aluno. Apesar disso, cultiva amizades com moleques. Um dia, estes o convencem a faltar à aula para, na praia, verem um tubarão que morrera ali.
27. Na praia nenhum tubarão havia, e Pinóquio luta com os moleques. Um caranguejo adverte-os, sem sucesso. Um dos moleques alveja o boneco com um livro, mas, desviando-se, quem é atingido foi outro menino, Eugênio, que cai feito morto. Ao socorrer o garoto, soldados prendem Pinóquio. Este foge correndo, e os soldados soltam um cachorro para o capturar.
28. O cão, de nome Alidoro, persegue o boneco, ambos levantando uma nuvem de poeira. Fugindo para a praia, Pinóquio salta na água, mas Alidoro não sabia nadar e cai ao mar. Pede socorro e o fantoche salva-o. Depois, volta para o mar e entra numa gruta onde vira uma fumaça. É pescado pela rede de um monstro verde, que esfomeado aprecia a pescaria até deparar-se com aquele estranho animal, que imagina ser um caranguejo, depois um raro-peixe boneco. Apesar das súplicas, passa farinha em Pinóquio e vai jogá-lo à frigideira…
29. Naquele exato momento, entra na gruta um cão faminto. O pescador tenta afugentá-lo, mas uma vozinha suplica: "Salva-me, Alidoro". Pinóquio foi salvo pelo agora amigo, e cada um tomou seu rumo. Pinóquio sabe que o menino ferido se recuperara, por um velho. Conta-lhe mentiras a respeito de si mesmo, e sente o nariz crescer; fala a verdade, e volta ao normal. Voltando à casa da Fada, Pinóquio é recebido por uma Lesma enorme, que leva toda a noite para abrir a porta. Impaciente, chuta a porta e fica com o pé preso. Sentindo fome, a Lesma lhe traz a comida que era de gesso, papelão e mármore. Pinóquio jurou à Fada que se comportaria — e por um ano inteiro efetivamente cumpriu a palavra: até boas notas tirou. A Fada, vendo aquilo, prometeu-lhe, um dia, que "Amanhã seu desejo será realizado". Tudo certo, mas…
30. Mas o boneco sai para convidar os amigos, a fim de verem sua transformação. Encontra seu amigo Romeu, mais conhecido por Pavio, e este lhe fala da "Terra dos Brinquedos" — um lugar onde não se estuda, nem trabalha e as férias começam no primeiro dia de Janeiro até o último dia de Dezembro… apenas se brinca. Fiel a suas resoluções, Pinóquio nega-se a ir, mesmo quando ouvem o som da carruagem que recolhe as crianças vadias…
31. Doze burrinhos puxam a carroça, iguais aos burros normais, menos pelos pés, calçados com sapatos de couro. Meninos de 8 a 12 anos festejam, Pavio insiste e o boneco termina por embarcar. Sem lugar, monta num dos burricos, mas este resiste, e até lhe fala para arrepender-se. Um homenzinho conduz a carroça, e no dia seguinte chegam ao lugar prometido, onde as crianças brincavam e corriam pelas ruas felizes, livres para tudo fazer. A farra dura-lhes 5 meses, até a manhã em que Pinóquio acordou com uma grande surpresa.
32. Ao acordar, Pinóquio vê que nele nasceram orelhas de burro. Uma marmota diz que os meninos que não estudam e passam os dias se divertindo, se tornam burrinhos. Pinóquio usa um gorro para esconder as orelhas e encontrando Pavio constata que dá-se o mesmo. Ao se olharem riem, mas de repente eles caem de quatro e aos poucos se transformam em burricos com até uma calda. Quando zurram, desesperados, surge novamente o cocheiro.
33. O Homenzinho, com face de leite e mel, era um monstro que seduzia meninos incautos. O burrico Pinóquio é vendido e trabalha duro. Seu dono é o Diretor de um circo de cavalinhos, e ele passa a ser a principal atração. Ele é obrigado a comer palha e depois de 3 mêses aprendeu a fazer acobracias. Durante o espetáculo, vê a Fada na platéia. Zurra e apanha. A Fada desaparece e ele, num salto, cai, ficando irremediavelmente manco. Sem serventia para o espetáculo, é vendido para um coureiro. Este amarra uma pedra ao pescoço do animalzinho, jogando-o de um penhasco ao mar para morrer afogado — e depois lhe tirar a pele.
34. Quando puxa de volta a corda, o coureiro dá de cara com um boneco! Os peixes haviam comido sua "casca" animal. Salta na água e foge a nado. Avista, depois de algum tempo, um rochedo sobre o qual vê uma linda cabritinha, que lembra a menina dos cabelos azuis. Mas surge o gigantesco Tubarão, o "Átila dos peixes", e o boneco é engolido. Na escuridão da barriga monstruosa, uma voz grossa dialoga com ele: é um Atum, que espera resignado a digestão. Vê então o boneco uma luz ao fundo já que, sem a cauda, mede o Tubarão 1 quilômetro.
35. Ao aproximar-se vê um branco velhinho sentado a uma mesa, a comer peixinhos vivos: era Gepeto. Feliz reecontro de pai e filho! Pinóquio conta-lhe sua aventuras, e decide que devem fugir. Vão para a bocarra do monstro — este, já velho e asmático, dormia de boca aberta. Mas o animal espirra e são lançados de novo para dentro. Voltam a sair e, com o pai aos ombros, o boneco salta na água.
36. O boneco nada até faltarem-lhe as forças. Pai e filho estão a morrer quando uma voz é ouvida: era Atum, que imitara o amigo, fugindo. Montados nele, chegam enfim à praia. Vão caminhando devagar por uma estrada. Encontram dois seres desfigurados: eram o Gato e a Raposa: um de tanto fingir, ficara cego de verdade; a outra, até a cauda vendera. Seguindo, encontram uma bela cabana. Descobrem que o morador nada mais é que o Grilo-falante, que apesar do ocorrido, recebe-os. Gepeto é deitado numa cama, e o boneco sai para conseguir leite com um criador chamado Giângio. Este exige cem baldes de água, em troca — e o boneco trabalha para conseguir — o trabalho até então era feito por um burrico que estava morrendo de cansaço… exatamente Pavio. Pinóquio realiza, todos os dias, esse trabalho; e faz cestos para vender e assim sustentarem-se. Juntou dinheiro e decide comprar roupas. A caminho, encontra a Lesma, que lhe informa estar a Fada doente num hospital, sem nem ter o que comer. Pinóquio dá-lhe o dinheiro e promete sempre trazer mais. Voltando, trabalha ainda mais que antes. Ao dormir, sonha com a Fada que, dando-lhe um beijo, elogiou sua nova conduta. Acordando, sente Pinóquio não ser mais um boneco: havia se transformado em menino de verdade. Olhando em volta, a cabana havia se transformado numa bela casa. Onde guardava seus trocados, moedas de ouro. E o doente Gepeto, alegre e forte, o esperava numa sala. Curioso com a súbita mudança provocada pelo bem que praticara, pergunta a seu pai onde estava o velho Pinóquio de pau.

E lá estava ele, apoiado a uma cadeira, a cabeça virada de lado, braços pendentes, pernas cruzadas. Pinóquio admira-o e, finalmente, conclui:
— Como eu era engraçado, quando era boneco de pau! E como estou contente agora, por ter virado menino de verdade!

## Adaptações e influências
Primeiro boneco falante da literatura, o conto da vida de Pinóquio inspirou centenas de adaptações e referências, em todas as mídias possíveis.

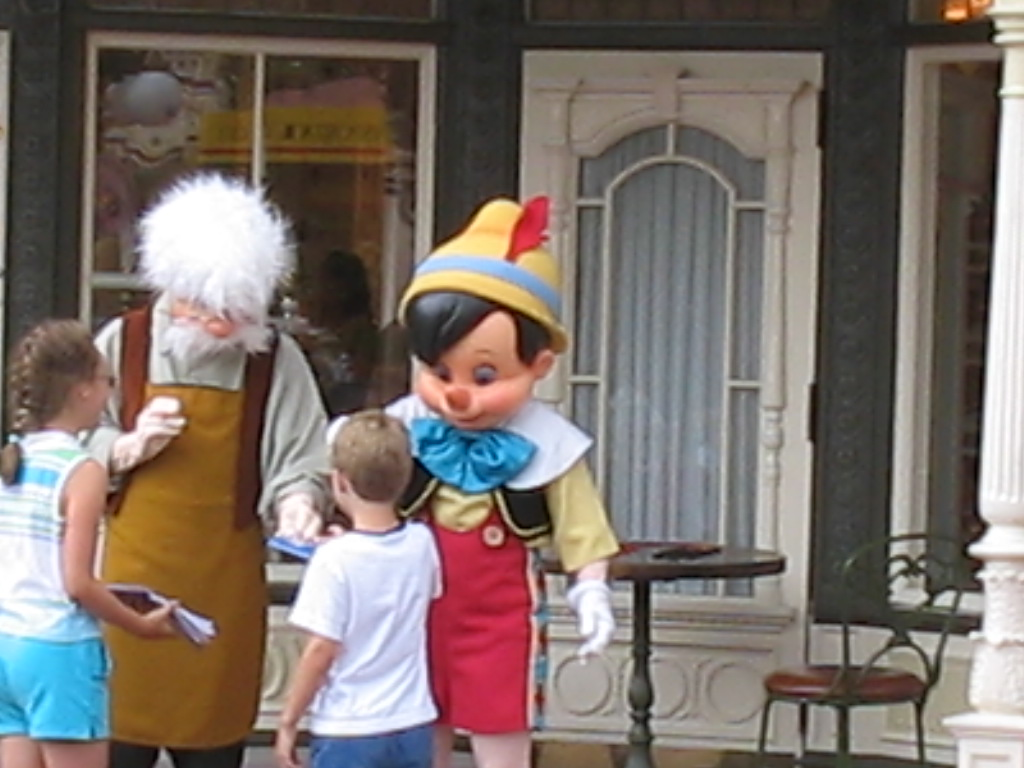
Pinóquio e Gepeto, na visão de Disney

### Primeiras adaptações
- Pinóquio foi traduzido para o inglês em 1904 por Walter S. Cramp.

- Pinóquio apareceu pela primeira vez em uma adaptação cinematográfica em Pinocchio, um filme mudo de ação ao vivo, dirigido por Giulio Antamoro. O personagem é interpretado pelo comediante franco-italiano Ferdinand Guillaume.

- No Brasil, Monteiro Lobato trouxe-o para o contexto do Sítio do Picapau Amarelo, e até mesmo Tia Nastácia foi incumbida de preparar um "irmão" do Pinóquio.

- O escritor russo Aleksej Tolstoj escreveu uma célebre adaptação do livro, publicada em 1936, chamada As Aventuras de Buratino. Algumas das aventuras são derivadas de Collodi, mas muitas são omitidas ou adicionadas. Pinóquio (Buratino) não se reforma nem se torna um ser humano real. Para Tolstói, Pinóquio como um fantoche é um modelo positivo de comportamento criativo e não conformista.

- No cinema diversas adaptações, não apenas em animação, mas ainda em filmes, foram feitas. Na obra-prima de Spielberg, A.I. (Inteligência Artificial), a obra de Collodi não apenas é uma referência, mas torna-se quase uma obsessão da personagem principal — um menino-robô que sonha ganhar vida, e busca, acreditando verdadeira a história do mestre italiano, a Fada Azul capaz de conceder-lhe o milagre.

- Em animes, a Tatsunoko (a mesma de Speed Racer e Samurai Pizza Cats) produziu a versão japonesa de Kashinoki Mokku, com 52 episódios de meia hora de duração, todos contando com cenas dramáticas e sombrias. o mangaká Shotaro Ishinomori se inspirou em Pinóquio para criar Jinzo Ningen Kikaider, o mangá conta a história da criação do andróide Kikaider e faz várias referências a obra de Collodi, o mangá foi adaptado em tokusatsu e em anime.
- Em 1952, Osamu Tezuka publicou uma adaptação em mangá.
- O filme de 1959 As Novas Aventuras de Pinóquio (Priklyucheniya Buratino) é um filme de animação soviético de 1959 dirigido por Dmitriy Babichenko e Ivan Ivanov-Vano. A história é baseada no romance A Chave de Ouro, ou As Aventuras de Pinóquio (1936), de Aleksey Nikolayevich Tolstoi. Pinóquio (Buratino) é dublado pela atriz Nina Gulyaeva e na versão encurtada em inglês de 1998 (Pinóquio e a Chave de Ouro), do ator Joseph Mazzello.
- O filme Shrek, da Dreamworks, também mostra o personagem Pinóquio.

- O personagem Pinóquio também gerou um game para Mega Drive, SNES e Game Boy.

- O jogo Persona 3 tem num de seus protagonistas, a androide Aegis, uma versão moderna de Pinocchio, onde um robô deseja tornar-se humano.
- Em Ever After High, Cedar Wood é filha do Pinóquio.
- Na série televisiva da ABC, Once Upon A Time, Pinóquio aparece crescido e tornando-se um dos personagens principais do enredo.
- No MV da música TT do girl group Twice, Pinóquio é interpretado por Jeongyeon.